# Чемпионат России по решению шашечных композиций в международные шашки 2003

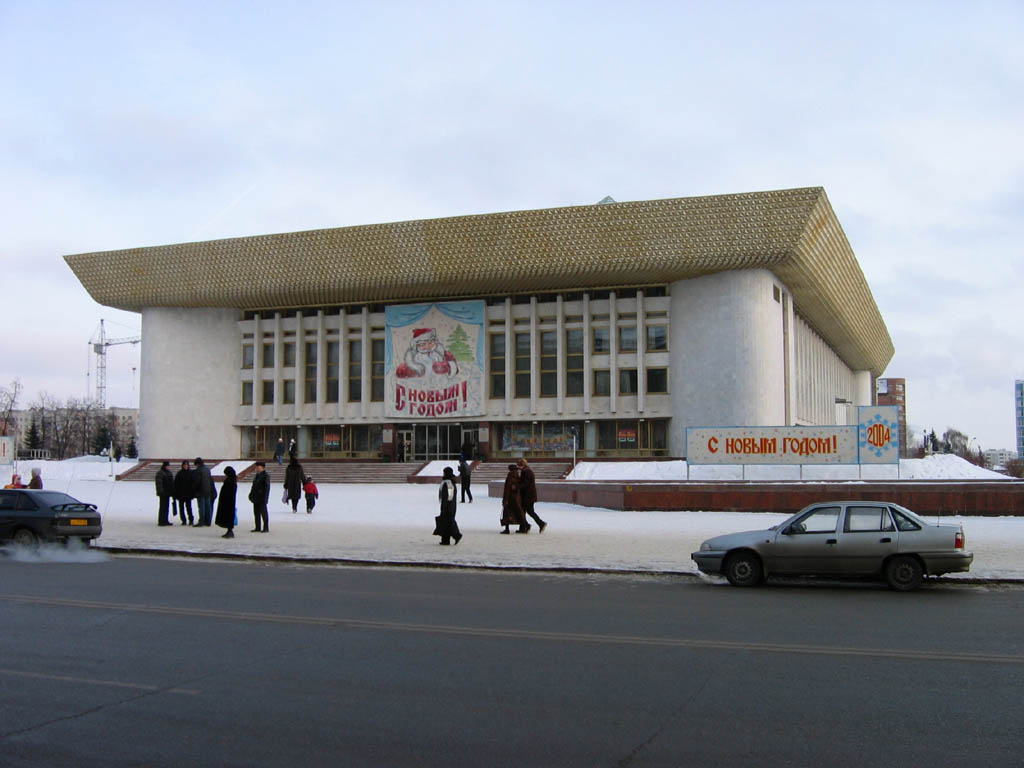
Место проведения Чемпионата

Открытый чемпионат России по решению шашечных композиций в международные шашки 2003 года с 19 (день приезда) по 22 марта в г. Уфе (Башкортостан, Россия) во Дворце Нефтяников. Призовой фонд соревнований — 10 000 руб. Приняли участие 9 участников из двух стран.

## Руководство проведением соревнований
Общее руководство организацией и проведением соревнований осуществляла Федерация международных шашек (ФМШ). Непосредственное проведение соревнований возложено на судейскую коллегию, утвержденную Исполкомом ФМШ. Главный судья Зубов Е. В., главный секретарь Мельников А. П.

## Регламент
Чемпионат проводится по 2 жанрам международных шашек: «Миниатюры + проблемы», «Этюды» в 3 тура.
1 тур — решение 15 композиций в жанре «Миниатюры, проблемы-100»;
2 тур — решение 5 композиций в жанре «Этюды-100»;
3 тур — блиц-решение 12 композиций в жанре «Миниатюры, проблемы-100» и 3 композиций в жанре «Этюды-100».
Контроль времени на каждый тур — 3 часа. В третьем туре досрочная сдача решений будет премироваться дополнительными очками. Очки начисляються не только за авторские решения, но и за все найденные участниками дефекты представленных композиций. Места на каждом туре определяются по наибольшей сумме набранных очков. Общий зачет подводится по наименьшей сумме занятых мест каждым участником всех трех этапов.

## 19 марта
Приезд участников. Регистрация участников с 10-00. Участникам соревнований была предоставлена возможность посещения матчей за звание чемпиона мира среди мужчин и женщин: А.Чижов — А.Георгиев, T.Tансыккужина — З.Голубева. Торжественное открытие матчей начиналась в 12-00 во Дворце Нефтяников.

## Результаты 1-го тура
Первый тур прошёл 20.03.03. Задание — решение 15 композиций в жанре «Миниатюры, проблемы-100»
| Место | Участник            | Город      | Очки     |
| 1.    | Николаев Александр  | Тверь      | 42       |
| 2.    | Шульга Виктор       | Минск      | 26       |
| 3.    | Шайбаков Айнур      | Ишимбай    | 25       |
| 4.    | Ишмуратов Фидан     | Ишимбай    | 18.5 (9) |
| 5.    | Амриллаев Муродулло | Челябинск  | 18.5 (8) |
| 6.    | Куропатов Сергей    | Лабытнанги | 7        |
| 7.    | Пекерский Михаил    | Уфа        | 6.5      |
| 8.    | Мильшин Максим      | Ишимбай    | 5        |
| 9.    | Файзутдинов Марс    | Уфа        | 4        |

## Результаты 2-го тура
Первый тур прошёл 21.03.03. Задание — решение 6 этюдов.
| Место | Участники           | Город      | Очки  |
| 1.    | Николаев А.         | Тверь      | 12.75 |
| 2.    | Шульга Виктор       | Минск      | 11.25 |
| 3.    | Ишмуратов Ф.        | Ишимбай    | 9.25  |
| 4.    | Куропатов Сергей    | Лабытнанги | 8.5   |
| 5.    | Пекерский М.        | Уфа        | 8     |
| 6.    | Амриллаев Муродулло | Челябинск  | 6.5   |
| 7.    | Файзутдинов Марс    | Уфа        | 5.5   |
| 8.    | Мильшин Максим      | Ишимбай    | 3.5   |
| 9.    | Шайбаков Айнур      | Ишимбай    | 2.5   |

## Результаты 3-го тура
Первый тур прошёл 22.03.03. Задание — решение 15 композиций + 1 этюд в блиц-турнире.
| Место | Участники           | Город      | Очки  |
| 1.    | Николаев А.         | Тверь      | 77    |
| 2.    | Ишмуратов Ф.        | Ишимбай    | 61.75 |
| 3.    | Шайбаков Айнур      | Ишимбай    | 61    |
| 4.    | Шульга Виктор       | Минск      | 59.75 |
| 5.    | Куропатов Сергей    | Лабытнанги | 57.25 |
| 6.    | Мильшин Максим      | Ишимбай    | 51    |
| 7.    | Амриллаев Муродулло | Челябинск  | 47    |
| 8.    | Пекерский М.        | Уфа        | 44    |
| 9.    | Файзутдинов Марс    | Уфа        | 20    |

## Финальный результат
| Место | Участники           | Город      | Сумма мест |
| 1.    | Николаев А.         | Тверь      | 3          |
| 2.    | Шульга Виктор       | Минск      | 8          |
| 3.    | Ишмуратов Ф.        | Ишимбай    | 9          |
| 4.    | Шайбаков Айнур      | Ишимбай    | 15 (6)     |
| 5.    | Куропатов Сергей    | Лабытнанги | 15 (9)     |
| 6.    | Амриллаев Муродулло | Челябинск  | 18         |
| 7.    | Пекерский М.        | Уфа        | 20         |
| 8.    | Мильшин Максим      | Ишимбай    | 22         |
| 9.    | Файзутдинов Марс    | Уфа        | 25         |

## Обзор турнира
"Уверенную победу в чемпионате в целом и в каждом из трех туров одержал международный гроссмейстер-композитор и мастер-игрок Александр Николаев из Твери. Серебряным призером стал занявший вторые места в двух турах и четвертое в третьем международный мастер из Минска Виктор Шульга, а бронзовым, уступив ему всего одно очко, кандидат в мастера из Ишимбая Фидан Ишмуратов, проходящий ныне армейскую службу в уфимском СКА-219.
Главной сенсацией турнира стало четвертое место другого дебютанта подобных соревнований - десятилетнего ишимбайца Айнура Шайбакова. Он занял третьи места в первом и третьем турах, и лишь неудача во втором /девятое место/ отодвинула его за черту призеров.
Успехи юных шашистов Башкортостана весьма значительны, это следует из того, что самый титулованный участник чемпионата - международный гроссмейстер, обладатель Кубка европейских чемпионов в составе шашечного клуба "Башнефть" Муродулло Амриллоев занял в нем только шестое место".